# Hałda Murckowska
Hałda Murckowska − pokopalniane zwałowisko zlokalizowane w katowickiej dzielnicy Murcki z punktem widokowym.
Hałda stanowi zwałowisko materiału, który był wydobywany z Kopalni Węgla Kamiennego „Murcki” działającej pod różnymi nazwami już w 1769 (spadkobierczynią jest współczesna Kopalnia Węgla Kamiennego „Staszic-Wujek”). Wzniesienie o wysokości 330 m n.p.m. otaczają Lasy Murckowskie.
Przy dobrej pogodzie ze szczytu widoczne są Beskidy i Tatry. Od strony północnej widok ogranicza Wzgórze Wandy.
W 2010 na szczycie hałdy ustawiono drewniany krzyż.